# Messor minor
Messor minor är en myrart som först beskrevs av Andre 1883.  Messor minor ingår i släktet Messor och familjen myror.

## Underarter
Arten delas in i följande underarter:
- M. m. calabraicus
- M. m. capreensis
- M. m. hesperius
- M. m. laboriosus
- M. m. maurus
- M. m. minor